# Лобанов, Иван Карпович
Иван Карпович Лобанов (1797 — около 1840-х) — русский артист балета, исполнитель характерного танца и пантомим, балетмейстер.

## Биография
Родился в 1797 году. Учился у педагога А. П. Глушковского в Московском театральном училище, которое окончил в 1816 году. В этом же году стал одним из ведущих артистов в балетной труппе Москвы. Уже с 1809 года исполнял цыганскую пляску в «Русском балете» (постановщик — И. М. Аблец).
Постановщик и одновременно исполнитель русских дивертисментов «Сельский праздник», «Русские качели на берегу Рейна», «Ирбитская ярмарка» (1818), «Деревня на берегу Волги» (1819), «Праздник жатвы» (1823), «Гулянье в Петровском» (1824) и т. д.
Лобанов, как и Аблец, стремился передать с помощью своих выступлений народный танец. Его русские и цыганские пляски отличались яркой эмоциональностью и глубоким пониманием их национальной сути.
Своим творчеством артист способствовал закреплению в балетном театре реалистичных традиций.
Ушёл со сцены в 1837 году. Обучал бальным танцам по собственной методике.